# Sim racing
 (juin 2020).
Si vous disposez d'ouvrages ou d'articles de référence ou si vous connaissez des sites web de qualité traitant du thème abordé ici, merci de compléter l'article en donnant les références utiles à sa vérifiabilité et en les liant à la section « Notes et références ».

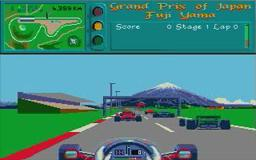
Capture d'écran du jeu vidéo Vroom. Jeu développé et co-édité par Daniel Macré et la société Lankhor en 1991

Le sim racing est l'ensemble des logiciels dont le but est de simuler la course automobile. Ces logiciels se distinguent des autres jeux de course par une gestion avancée de l'usure des pneumatiques, la possibilité de régler finement de nombreux paramètres du véhicule (suspensions, frein, boîte de vitesses, différentiel, etc.), une gestion avancée des dégâts subits. Ils comprennent aussi souvent un système météo évolutif qui modifiera l'adhérence sur la piste et donc le choix des pneumatiques, la possibilité de mettre au point une stratégie d'arrêt au stand (changement de pneus, essence embarquée, réparation des dégâts) et demandent généralement l'utilisation d'un volant à retour de force et d'un pédalier.
Des exemples de simulations de courses automobile sont : Rfactor, Race 07, iRacing, Richard Burns Rally, Grand Prix Legends, GT Legends, GTR 2 ou Assetto Corsa. Ces jeux, qui privilégient le réalisme du pilotage s'opposent aux jeux de course typés arcade comme la série des Need for Speed ou TrackMania, et ne s'adressent pas au même public. Ils sont également moins populaires et nécessitent un investissement en matériel et en entraînement plus important afin d'être maîtrisés.
Plusieurs types de courses automobile sont représentés en sim racing : course sur circuit (WEC, F1, WTCC…), Nascar ou encore rallye.
Les jeux de sim racing se distinguent par un mode multijoueur très développé et un support avancé des mods, qui ajoutent parfois un grand nombre de circuits ou de voitures à la version originale.
Bien souvent, les « simracers » se regroupent en ligues afin de partager leur passion en organisant des championnats sérieux, tout aussi réglementé que les championnats réels, et s'étalant sur plusieurs mois, leur permettant de s'affronter sur différents circuits. Ces championnats reproduisent souvent les championnats réels sur lesquels ils se calquent, avec des sessions d'essai, des qualifications, warmup.

## Studios de développement
- Sector3 Studios (anciennement SimBin) pour la série des GTR (GT Racing 2002, GTR, GTR2, GTR Evolution, la série des Race (Race et Race 07)) et GT Legends.
- Image Space Incorporated (ISI) pour rFactor.
- iRacing Motorsport Simulations (anciennement Papyrus Design Group) avec son jeu iRacing sorti en 2008.
- Kunos Simulazioni, développeur de Netkar Pro, d'Assetto Corsa (2014), et Assetto Corsa Competizione (2019).
- Reiza Studios, développeur de Game Stock Car et d'Automobilista.

## Matériel
Il est recommandé pour les jeux de sim racing d'utiliser un volant à retour de force et un pédalier (accélérateur et frein) pour un maniement optimal. Le retour de force permet au joueur d'être informé le plus précisément possible du comportement de la voiture, des irrégularités de la piste, ou de la perte d'adhérence des pneumatiques.
Il existe de même de nombreux systèmes de siège, sur vérins ou non, plus ou moins onéreux pour un maximum de réalisme. D'autres appareils comme les casques de réalité virtuelle, les freins à main, leviers de vitesses ou des boutons de commandes sur des boitiers externes branchés en USB existent également, afin d'immerger au maximum le joueur dans la course. 

## Du virtuel au réel
Aujourd'hui, le sim racing se démocratise et est pris au sérieux. L'écurie de formule 1 Red Bull Racing, quadruple championne du monde des constructeurs en 2010, 2011, 2012, et 2013 dit avoir recours à un simulateur utilisant une version « Pro » du logiciel rFactor pour ses pilotes. De nombreux pilotes reconnus tels que Sébastien Loeb, détendeur de 9 titres de champion du monde des rallyes, Stéphane Sarrazin, pilote officiel de la Peugeot 908, reconnaissent aujourd'hui le degré très poussé de réalisme de certaines simulations[réf. nécessaire].
Dans un autre genre, on peut également citer la Nissan GT Academy, une compétition organisée par Nissan et Sony sur le jeu Gran Turismo 5 et dont le but est de découvrir de nouveaux talents. À travers toute l'Europe, des pilotes virtuels se sont départagés en réalisant le meilleur chrono possible sur un circuit et un châssis donnés. Les meilleurs pilotes de chaque pays ainsi sélectionnés se sont ensuite retrouvés sur le circuit de Silverstone pour suivre une formation sous la houlette de grands noms du sport automobile tels que Johnny Herbert. Certains pilotes issus de cette GT Academy ont ainsi pu participer à de grands évènements réels tels que les 24 Heures de Dubaï et ont par la suite entamé une carrière de pilote professionnel, comme c'est le cas par exemple de Lucas Ordonez. Ces pilotes, pour être passés du virtuel au réel, s'accordent à dire que les sensations obtenues entre la voiture réelle et la voiture virtuelle sont extrêmement proches.
Ces grosses équipes de course font désormais appel à des infographistes, pour créer soit des voitures soit des circuits. Ces concepteurs de mods ont recours aux services de vrais pilotes et d'ingénieur en télémétrie afin de valider les physiques des voitures créées pour le jeu, tout en étant en contact avec les constructeurs automobiles pour obtenir des documentations précises sur une voiture, ou à se rendre sur les circuits afin d'effectuer des essais privés du véhicule, de réaliser des prises de sons sur les vrais modèles, de peaufiner la modélisation d'un tracé en étant sur place, etc.
Parmi les équipes françaises qui réalisent des modélisations, mods, pour de nombreux professionnels du secteur automobile, on peut citer les principales Teams : ACFL, APEX MODDING, J3DMODDING et ENDURACERS qui travaillent sur les simulations automobiles récentes comme RFACTOR 2 ou ASSETTO CORSA depuis plusieurs années.
Plusieurs jeux sont ouverts au modding, notamment GTR2, rFactor et Assetto Corsa.